# The Ex-Wife
The Ex-Wife é uma minissérie de drama e suspense britânica baseada no livro de mesmo nome de Jess Ryder, que estreou em 12 de outubro de 2022, na Paramount+. A série é estrelada por Céline Buckens, Tom Mison, Janet Montgomery, Jordan Stephens, Clare Foster, Adam Drew e Sam Hoare. Todos os episódios foram dirigidos por Brian O'Malley. O livro foi adaptado para a TV por Catherine Steadman, de Downton Abbey.

## Enredo
Tasha (Céline Buckens) é casada com Jack (Tom Mison). O casamento deles parece feliz, mas ela é assombrada pela ex-mulher de Jack, Jen (Janet Montgomery). No entanto, conforme a trama se desenrola, o verdadeiro vilão parece não ser Jen.

## Elenco
- Céline Buckens como Natasha (Tasha)
- Tom Mison como Jack
- Jordan Stephens como Sam
- Clare Foster como Hayley
- Adam Drew como Toby
- Amro Mahmoud como Darren
- Rebecka Johnston como gerente do berçário
- Sam Hoare como Johnny
- Sam Bell como trabalhador do berçário
- Roderick Hill como oficial Warren
- Abe Jarman como oficial Clarke
- Nina Singh como Lola
- Daniel Bellus como Alex
- Dylan Baldwin como I.O. Berry
- James Lailey como Simon

## Produção
Embora ambientada em Londres, a minissérie foi filmada em Budapeste, Hungria. As filmagens começaram em 10 de abril de 2022, e foram concluídas no final da primavera, com um total de seis semanas de gravações.

## Lançamento
A minissérie estreou na Paramount+ em 12 de outubro de 2022.